# 예방경찰
예방경찰은 범죄, 테러 등을 예방하는 임무를 수행하는 경찰이다. 주 무기는 권총, 진압봉 등이 있다.